# Birecik
Birecik (en griego y latín: Birtha, Βίρθα ; en árabe: البيرة‎, romanizado: al-Bīrah  ; en kurdo: Bêrecûk, en turco otomano: بيره جك‎), también conocida anteriormente como Bir, Biré, Biradjik y durante las Cruzadas como Bile, es una ciudad y distrito de la provincia de Şanlıurfa en Turquía, a orillas del río Éufrates.
Se emplaza sobre un acantilado de piedra caliza en la orilla oriental del Éufrates, "en la parte superior de un tramo de ese río, que corre casi de norte a sur, y justo debajo de una curva cerrada en el arroyo, donde sigue ese curso después de venir de un largo tramo que fluye más desde el oeste".

## Arqueología
El cementerio de Birecik Dam es un cementerio de la Edad del Bronce Antiguo cerca de Birecik. Se utilizó ampliamente durante unos 500 años a principios del tercer milenio antes de Cristo. Más de 300 tumbas fueron excavadas aquí en 1997 y 1998. El sitio fue descubierto durante la construcción de la presa de Birecik como parte del proyecto GAP .
El cementerio se utilizó entre 3100-2600 a. C.

## Ciudad antigua
La Encyclopædia Britannica de 1911 identificó Birecik con la antigua Apamea del Éufrates o su suburbio Seleucia  y la describió como opuesta a Zeugma, con la  que estaba conectada por un puente de barcos. Al mismo tiempo, agregó que "el lugar parece haber tenido una existencia pre-seléucida como Birtha, un nombre que revivió bajo el dominio romano". Descubrimientos posteriores han demostrado que la identificación con Apamea y su Zeugma (la palabra zeugma significaba cruce y se refería a un cruce de caminos en un punto donde un puente de pontones cruzaba un río) es falsa: Bali, a unos 17 kilómetros río arriba es ahora visto como el sitio de Zeugma, y puede que no hubiera habido un puente de botes en Birtha/Birecik hasta que los cruces en Zeugma y en Tell-Ahmar (más abajo) perdieron popularidad. Estos, en lugar del cruce en Birecik/Birtha, por lo tanto, pueden ser lo que la publicación de 1911 dijo que "se usó desde tiempos inmemoriales en el paso del norte de Siria a Harán (Charrae), Edesa y el norte de Mesopotamia, y fue el segundo en importancia solo después del de Tapsaco, por el que cruzaba la ruta a Babilonia y Mesopotamia del Sur".
La ubicación de Apamea-Zeugma río arriba y la identificación de Birecik con la Birtha romana ya se indicaron en el American Journal of Archaeology en 1917; y el Dictionary of Greek and Roman Geography de William Smith (1854) identificaron claramente a Birtha con Birecik, aunque en otro punto parece confundirlo con "el Zeugma de Comagene", la provincia en la orilla oeste del río.
El nombre "Birtha" no se encuentra registrado en ningún escritor griego o romano antiguo, aunque Bithra (griego : Βίθρα, probablemente para "Birtha") aparece en el relato de Zósimo de la invasión de Mesopotamia por el emperador romano Juliano en el año 363 d. C.
Los griegos en una etapa llamaron a lo que ahora es Birecik con el nombre de Macedonópolis. La ciudad representada por los obispos en el Primer Concilio de Nicea y el Concilio de Calcedonia se llama con este nombre en los registros latinos y griegos, pero aparece como Birtha en textos siríacos. Una inscripción en siríaco del 6 d. C. encontrada en Birecik contiene un epitafio de Zarbian, "comandante de Birtha".

## Obispado
Como sede episcopal, Birtha/Birecik era sufragánea de la sede metropolitana de Edesa, la capital de la provincia romana de Osroena. Así lo atestigua una Notitia Episcopatuum de 599, que le asigna el primer lugar entre los sufragáneos.
Los nombres de tres de sus obispos están registrados en documentos existentes. Mareas firmó las actas del Primer Concilio de Nicea en 325 como obispo de Macedonópolis. La crónica de Miguel el Sirio habla de un Daniel de Birtha en el Concilio de Calcedonia en 451, mientras que Giovanni Domenico Mansi lo llama obispo de Macedonia. La Crónica de Josué el Estilita habla de un obispo Sergio de Birtha a quien el emperador Anastasio I Dicoro le encomendó la refortificación de la ciudad, algo que debe haber ocurrido después de que se hizo la paz con los persas en 504. Justiniano completó la obra.

## Historia moderna

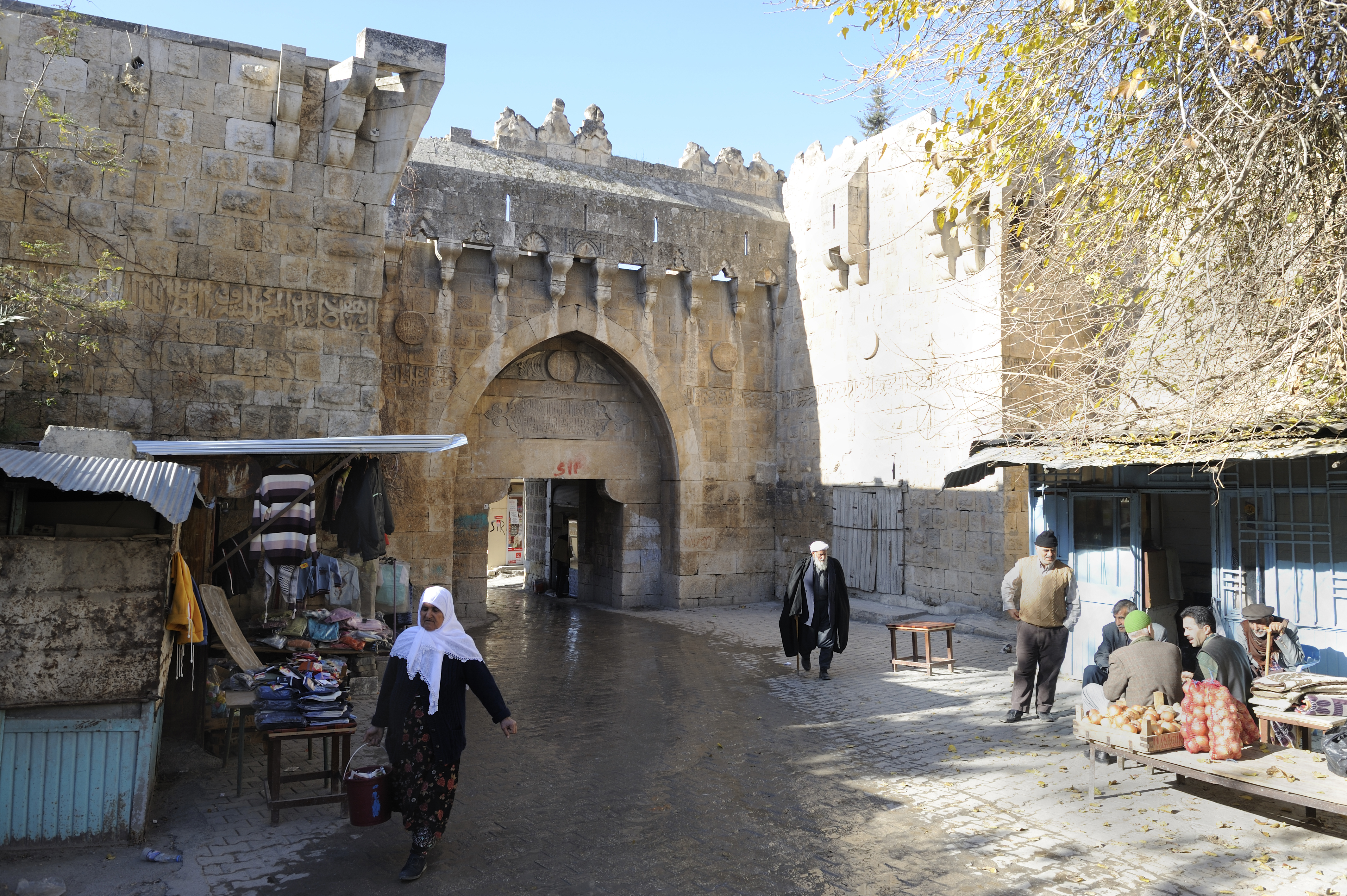
Urfa Kapı o Puerta de Urfa, único remanente de un grupo de cuatro puertas en las murallas de la ciudad, que datan de 1453.

Tamerlán destruyó la ciudad en el siglo XIV.
Birecik fue escenario de una masacre y persecución inusualmente cruel de los armenios en 1895.
El embalse de Birecik y la planta de energía hidroeléctrica, parte del Proyecto de Anatolia Suroriental, están situadas dentro del distrito. La ciudad romana de Zeugma ahora está ahogada en el embalse detrás de la presa. Los famosos mosaicos de Zeugma, incluido el 'dios del río', se han llevado al Museo de Gaziantep, pero algunos restos rescatados de Zeugma se exhiben en Birecik. Con su rico patrimonio arquitectónico, Birecik es miembro de la Asociación Europea de Ciudades y Regiones Históricas (EAHTR), con sede en Norwich.